# Лу Чжу
Лу Чжу — китайский оперный певец (бас), дипломант ряда вокальных конкурсов, солист Одесского национального театра оперы и балета.

## Биография
Обучался в Одесской консерватории. В 2008 году, будучи студентом пятого курса, заключил контракт с Одесской оперой.
В 2007 году занял I место на Международном конкурсе «Искусство-XXI» в Ворзеле (Украина) и стал дипломантом Международного конкурса имени Лысенко.